# Costatoria
Costatoria is een uitgestorven geslacht van tweekleppigen uit de familie van de Myophoriidae.

## Soort
- Costatoria costata (Zenker, 1833) †